# 不具合
不具合（ふぐあい）とは、「物事の調子や都合、状態が悪いこと。具合が良くないこと」。工業製品やソフトウェアでは「仕様の不明確さ、設計時の想定外、品質のバラつきなどを原因とした責任の所在が不明確な障害や欠陥、不良品、バグ」を表す。
一般的には技術用語ではないが、機械類のJIS規格では「予防保全若しくは計画的行動又は外部資源の不足によって機能を実行できない状態を除き、要求される機能を実行できないアイテムの状態」と定義されている。
使用上の注意を守らなかったり、経年劣化による故障を回避するためのメンテナンスや保全（保守）を怠ることによる破損、損傷、欠損、破断などは不具合ではない。
機能を実行できない状態を表すフォールト（fault）や障害の類義語であるが、機能を実行できなくなる事象（イベント）を表す故障とは異なる用語である。専門家の間においても、故障（failure）と、フォールト（fault）や障害・不具合は区別して使われていないことが多い。

## バグと不具合の違い
バグは、コンピュータ用語においては、主にプログラマーの設計ミス、実装ミスを指す場合が多い。
不具合は規格、仕様、設計の不明確に基づく場合に用いる。